# قائمة حوادث نووية عسكرية
هذا المقال يستعرض حوادث نووية عسكرية، يمكن تصفح قائمة لأهم الحوادث النووية المدنية في قائمة حوادث نووية مدنية

## قواعد تصنيف الحوادث العسكرية النووية
تصنف الحادثة كحادثة عسكرية نووية إذا كانت تمتاز بالخصائص التالية:
1. يجب أن تكون هناك خسائر بشرية ومادية وبيئية موثقة وكبيرة.
2. لابد أن يكون للحادث علاقة بالمواد الإشعاعية (أي إنه لا يكفي بأن يكون الحادث في مفاعل نووي مثلًا).
3. يجب أن تكون المنشأة مستخدمة بصفة رئيسة من أجل أغراض عسكرية.
4. أخيرا، يجب أن لا يكون الحادث نتيجة لعمل تخريبي متعمد.

## الفترة 1940 - 1950
- 23 يونيو 1942- لايبزيغ - ألمانيا النازية - أثناء تفقد إمكانية تسرب للماء الثقيل من قبل الخبراء حصل تسرب للبخار واشتعال للنار في المفاعل، مما أدى إلى التهاب مسحوق اليورانيوم، فأدى ذلك بدورهِ إلى تبخر المزيد من البخار مما جعل الضغط يرتفع فتسبب في انفجار المفاعل[1][2]

.

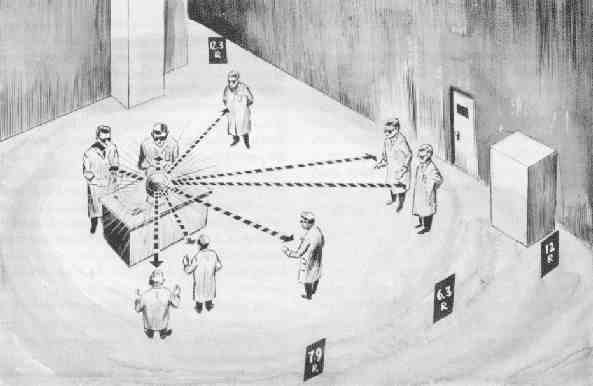
رسم توضيحي من قبل الأطباء لأجل تقدير كمية الإشعاع التي تعرض لها المتواجدون في الغرفة أثناء حادثة لويس سلوتين

- 21 أوت 1945ـ لوس ألاموس، الولايات المتحدة ـ أسقط عالم الفيزياء هاري داغليان مادة كربيد التنجستن فوق بعض من البلوتونيوم مما أدى إلى خلق كتلة حرجة. وعلى الرغم من نزعه السريع لمادة كربيد التنجستن فإن تعرضه للإشعاع أدى إلى موتهِ في 15 سبتمبر.[3]
- 21 ماي 1945 ـ لوس ألاموس، الولايات المتحدةـ بينما كان العالم الكندي لويس سلوتين بصدد عرض تقنيته لمجموعة من العلماء الزائرين، قام يدويا بتجميع كتلة حرجة من البلوتونيوم، وحدث انزلاق لقطعة مفك عند ذلك إلى ظهور تفاعل نووي، حيث تعرض سلوتين إلى قرابة 1000 راد من الإشعاع ومات في يوم 30 ماي 1946. ولقد تعرض معهُ سبعة ملاحظين إلى إشعاع أكثر من 166 راد، ومات منهم ثلاثة في غضون بضع عقود في ما يعتقد أنها تعقيدات ناتجة عن الإشعاع.[4]

## الفترة 1950 - 1960
- 13 فبراير 1950 ـ كولومبيا البريطانية ـ كندا ـ انفجار غير نووي لقنبلة ذرية محفزة: إذ كانت الطائرة قاذفة القنابل كونفير بي-36 التابعة لسلاح الجو الأمريكي تتوجه في مهمة محاكاة تدريبية من قاعدة في الأسكا إلى قاعدة كارسوال الجوية في ولاية تكساس حاملة من بين رؤوسها الحربية نموذجا لرأس نووي يحتوي على عنصر اليورانيوم بدلا من عنصر البلوتونيوم، وبعد مرور 6 ساعات من التحليق، تعرضت الطائرة إلى مشاكل آلية وأجبرت بالتالي على إسقاط 3 من 6 رؤوس نووية تحملها من على إتفاع 12000 قدم، ثم أسقط رأس نووي آخر من على ارتفاع 8000 قدم لتفادي إمكانية التسبب في حادث نووي كارثي أثناء هبوطها، ولقد تسبب اصطدام الرأس النووي بالمياه لحصول انفجار غير نووي، بينما نجا كل أفراد طاقم الطائرة بعد قفزهم بواسطة المظلات، ولم يتحدث تقرير البنتاغون عن مصير الرأس النووي.
- 11 أبريل 1950 ـ ألباكركي، نيومكسيكو ـ الولايات المتحدة ـ ضياع مواد نووية ثم العثور عليها: بعد ثلاث دقائق من إقلاع طائرة قاذفة قنابل من ألباكركي، نيومكسيكو، تعرضت قاذفة قنابل بي 29 والتي تحمل سلاحا نوويا، وأربعة أدوات مفجرة، وطاقم من 13 شخصا إلى حادث أدى لتحطم الطائرة في جبل بجانب قاعدة مانزانو، وتسبب الحادث في مقتل كل أعضاء الطاقم كما أن المتفجرات تعرضت للاشتعال أثناء اتصالها بوقود الطائرة، كما تحطم غلاف القنبلة تماما، وبالرغم من ذلك تمكن الأمريكيون من استرجاع القنبلة والأدوات المفجرة، ثم تبين أن الانفجار النووي لم يكن ممكنا في وقت سقوطها لأن قلب السلاح النووي لم يكن مخزنا في السلاح نفسه للتقليل من احتمال الانفجار العرضي.
- 10 نوفمبر 1950 - ليبانون، ولاية أوهايو ـ الولايات المتحدة ـ انفجار طائرة بي 50 أثناء رحلة تدريبية حاملة سلاح نووي دون وجود آثار لتسرب نووي.
- 10 نوفمبر 1950 - ريفيار دي لو، كيبك، كندا ـ حادث انفجار غير نووي لقنبلة نووية على ارتفاع 3200 متر بعد إسقاطها من طرف طائرة أمريكية بسبب عطل في المحرك، تسبب هذا الانفجار في انتشار 45 كغ من اليورانيوم المستعمل في السلاح النووي.
- 1 مارس 1954 - جزر بيكيني، جزر مارشال ـ حادثة أثناء اختبار نووي: كان ذلك أثناء اختبار أول سلاح نووي هيدروجيني، تسبب خطأ في الحساب وتقدير قوته، لأن السلاح أقوى بمرتين مما كان يعتقد، أي 15 ميغاطون من تي إن تي. وزاد الطين بلة تواجد رياح قوية أدت إلى تهاطل رماد وغبار نووي على سكان الجزر القريبة. وسبب هذا الحادث إصابة عدد كبير من ساكني جزر مارشال وبعض الصيادين اليابانيين وأبنائهم بحروق إشعاعية، وأمراض السرطان وتشوهات أثناء الولادة. ولم يحصلوا إلا على القليل من تعويضات الحكومة الفيدرالية.
- 10 مارس 1956 ـ ضياع أسلحة نووية أمريكية في البحر الأبيض المتوسط بسبب ضياع طائرة بي 47 في مهمة شحن.
- 27 جويلية 1956 ـ لاكينهيلث، سوفولك، إنجلترا ـ تحطم طائرة بي 47 في مبنى يحتوي على الوقود وتسرب الوقود إلى 3 رؤوس نووية من طراز مارك 6.[5]
- 22 ماي 1957 ـ قاعدة كيرلتند نيومكسيكو، الولايات المتحدة ـ انفجار غير نووي لسلاح ذري أثناء إسقاط طائرة بي 36 لها عند اقترابها من القاعدة.
- 28 جويلية 1957 ـ المحيط الأطلسي ـ ضياع أسلحة نووية أمريكية أثناء حادث لطائرة نقل أمريكية، إذ تخلص الطاقم من سلاحين نوويين لحماية سلامتهِ، ولم يتم العثور عليهما بعد ذلك.
- 29 سبتمبر 1957ـ كيشتيم، تشيليابينسك أوبلاست، الإتحاد السوفياتي ـ تسبب عطل في نظام التبريد في مفاعل ماياك النووي في انفجار كبير وتسرب كبير للمواد الإشعاعية، تسبب ذلك في موت مئات الأشخاص وإجلاء مئات الألوف.[6]
- 8 إلى 12 أكتوبر 1957 ـ سيلافيلد، كامبريا، إنجلترا ـ اشتعال قلب المحرك: يعتبر هذا الحادث أسوأ حادث في تاريخ بريطانيا. بدأ الأمر بخطأ تقني تسبب في حريق داخل المفاعل. كما أن عدم وجود مجسات حرارة في منطقة الحريق أدى إلى عدل اكتشاف الكارثة إلا بعد تأخير كبير. وتسبب ذلك في تسرب غازات مشعة ومنها اليود المشع خاصة.[7][8][9]
- 11 أكتوبر 1957ـ قاعدة هومستيد الجوية، فلوريدا ـ احتراق قنبلة ذرية بعد حادث تعرضت لهُ طائرة بي 47 أثناء الإقلاع.[10]
- 31 جانفي 1958 - المغرب ـ تضرر قنبلة نووية بسبب حادث أصاب طائرة بي 47 أمريكية بعد محاكاة إقلاع، تم اكتشاف تسرب إشعاعي بجانب موقع الحادث.
- 5 فيفري 1958 ـ سافاناه، جورجيا (ولاية أمريكية)، الولايات المتحدة ـ أثناء محاكاة لمهمة قتالية بجانب قاعدة هومستيد الجوية، إصطدمت مقاتلة إف 86 سابر بقاذفة قنابل أمريكية بي 47. فتخلص قائد الطائرة من القنبلة النووية التي في حوزته (طراز مارك 15) على ارتفاع 7200 قدم (2200 متر) قبل أن يقفز بالمظلة وينجو بحياته.[11]
- 11 مارس 1958 ـ كارولاينا الجنوبية، الولايات المتحدةـ أثناء طيران طائرة بي 47 من قاعدة هانتر في سافاناه، جيورجيا، أسقطت خطأ قنبلة نووية مما أدى إلى تدمير منزل وجرح بعض الأشخاص، ولكن لم ينفجر قلب القنبلة أثناء الحادث المكون من عنصر البلوتونيوم.[12]